# Rodrigo Núñez
Rodrigo Fabián Núñez Ortiz (Santiago, Chile, 5 de febrero de 1977) es un exfutbolista chileno que jugaba de volante, y su último club fue Deportes Iquique. En 2016 terminó de cursar la carrera de director técnico.
Jugó profesionalmente en Cobresal, Santiago Wanderers y Rangers.

## Selección nacional
Integró la selección chilena que jugó la Copa América 2001, jugando 2 partidos. Jugó, adicionalmente, algunos partidos de la Clasificación de CONMEBOL para la Copa Mundial de Fútbol de 2002. Además integró la selección chilena sub-23 que alcanzó la medalla de bronce en los Juegos Olímpicos de Sídney 2000.

### Participaciones en Copa América
| Torneo            | Sede     | PJ | Goles | Resultado        |
| ----------------- | -------- | -- | ----- | ---------------- |
| Copa América 2001 | Colombia | 2  | 0     | Cuartos de final |

### Participaciones en Clasificatorias
| Eliminatorias                    | País                  | Resultado | Posición | PJ | Goles |
| -------------------------------- | --------------------- | --------- | -------- | -- | ----- |
| Eliminatorias Corea y Japón 2002 | Corea del Sur y Japón | Eliminado | 10.º     | 1  | 0     |

### Participaciones en Juegos Olímpicos
| Torneo                          | Sede      | Resultado         |
| ------------------------------- | --------- | ----------------- |
| Juegos Olímpicos de Sídney 2000 | Australia | Medalla de Bronce |

### Partidos internacionales
| Partidos internacionales | Partidos internacionales | Partidos internacionales                                       | Partidos internacionales | Partidos internacionales | Partidos internacionales | Partidos internacionales | Partidos internacionales | Partidos internacionales | Partidos internacionales         |
| N.º                      | Fecha                    | Estadio                                                        | Local                    | Resultado                | Visitante                | Goles                    | Asistencias              | DT                       | Competición                      |
| ------------------------ | ------------------------ | -------------------------------------------------------------- | ------------------------ | ------------------------ | ------------------------ | ------------------------ | ------------------------ | ------------------------ | -------------------------------- |
| 1                        | 9 de febrero de 2000     | Estadio Elías Figueroa Brander, Valparaíso, Chile              | Chile                    | 2-1                      | Australia                |                          |                          | Nelson Acosta            | Copa Ciudad de Valparaíso        |
| 2                        | 15 de febrero de 2000    | Estadio Elías Figueroa Brander, Valparaíso, Chile              | Chile                    | 0-2                      | Eslovaquia               |                          |                          | Nelson Acosta            | Copa Ciudad de Valparaíso        |
| 3                        | 22 de marzo de 2000      | Estadio Nacional, Santiago, Chile                              | Chile                    | 5-2                      | Honduras                 |                          |                          | Nelson Acosta            | Amistoso                         |
| 4                        | 26 de abril de 2000      | Estadio Nacional, Santiago, Chile                              | Chile                    | 1-1                      | Perú                     |                          |                          | Nelson Acosta            | Clasificatorias Corea-Japón 2002 |
| 5                        | 17 de junio de 2001      | Estadio Metropolitano Roberto Meléndez, Barranquilla, Colombia | Colombia                 | 2-0                      | Chile                    |                          |                          | Pedro García             | Copa América 2001                |
| 6                        | 22 de junio de 2001      | Estadio Hernán Ramírez Villegas, Pereira, Colombia             | Chile                    | 0-2                      | México                   |                          |                          | Pedro García             | Copa América 2001                |
| Total                    | Total                    | Total                                                          | Presencias               | 6                        | Goles                    | 0                        |                          |                          |                                  |

| Selección chilena | Selección chilena | Selección chilena |
| Año               | Partidos          | Goles             |
| ----------------- | ----------------- | ----------------- |
| 2000              | 4                 | 0                 |
| 2001              | 2                 | 0                 |
| Total             | 6                 | 0                 |

## Clubes
| Club               | País  | Año       |
| ------------------ | ----- | --------- |
| Cobresal           | Chile | 1996-1999 |
| Santiago Wanderers | Chile | 2000-2004 |
| Rangers            | Chile | 2005      |
| Cobresal           | Chile | 2006-2008 |
| Antofagasta        | Chile | 2009      |
| Deportes Iquique   | Chile | 2010-2011 |

## Palmarés

### Nacionales
| Título                  | Club               | País  | Año  |
| ----------------------- | ------------------ | ----- | ---- |
| Primera B               | Cobresal           | Chile | 1998 |
| Primera División        | Santiago Wanderers | Chile | 2001 |
| Primera B               | Deportes Iquique   | Chile | 2010 |
| Copa Chile Bicentenario | Deportes Iquique   | Chile | 2010 |

### Torneos internacionales
| Título           | Equipo (*)        | País      | Año  |
| ---------------- | ----------------- | --------- | ---- |
| Juegos Olímpicos | Selección Chilena | Australia | 2000 |

(*) Incluyendo la Selección

## Participaciones en Torneos Sudamericanos
| Campeonato             | Equipo             | Resultado        |
| ---------------------- | ------------------ | ---------------- |
| Copa Libertadores 2002 | Santiago Wanderers | Primera Fase     |
| Copa Sudamericana 2002 | Santiago Wanderers | Cuartos de final |
| Copa Sudamericana 2004 | Santiago Wanderers | Primera Fase     |